# Bruno Rodschinka
Bruno Rodschinka (* 25. August 1891 in Dresden; † 6. November 1929 in England) war ein deutscher Pilot.

## Leben
1918 war Rodschinka „Einflieger“ bei Siemens.
Rodschinka nahm 1921 eine erste zivile Anstellung als Pilot beim Lloyd-Ostflug auf. Er flog dort eine Junkers F 13 Dz-39. 1923 wurde er Mitarbeiter der Firma Junkers & Co. und flog für Junkers in der Sowjetunion. Im Sommer 1924 unternahm Rodschinka Werbeflüge für die Dobroljot. Im November des gleichen Jahres absolvierte er bereits seinen 100.000. Flugkilometer.
1926 wechselte er als Pilot zur Lufthansa. Im Jahre 1927 eröffnete Rodschinka mit einer Junkers G 24 die Fluglinienstrecke Berlin–Dresden–Prag. Es kam zum Absturz über dem Erzgebirge, den Rodschinka jedoch überlebte.
Am 23. Juli 1928 konnte Rodschinka bereits seinen 500.000 Flugkilometer feiern.
Trotz seiner Erfahrung kam es jedoch am 6. November 1929 über England erneut mit einer Junkers G 24 zum Absturz, wobei Rodschinka tödlich verletzt wurde. Die Beisetzung von Rodschinka – und seines mit verunglückten Bordmonteurs – fand am 19. November 1929 auf dem Luisenstädtischen Friedhof in Berlin in Anwesenheit von Vertretern der Luftverkehrsverbände und des Reichsverkehrsministeriums sowie von vielen Kollegen statt.

## Ehrungen
Die Stadt Magdeburg hatte zeitweise ihm zu Ehren eine Straße als Rodschinkastraße benannt. 1935 erhielt eine Junkers Ju 52/3m (Nr. 4073) seinen Namen. Nach deren Umbenennung im Jahr 1939 in Guadal Quivir im Zuge eines Verkaufs an die spanische Fluggesellschaft Iberia, wurde 1940 erneut eine Ju 52 (Nr. 6734) nach ihm benannt. Diese flog bis zum 26. Januar 1944 für die deutsche Luftwaffe.